# Virmond
Virmond este un oraș și o municipalitate din statul Paraná (PR), Brazilia.